# Yo Gotti
Mario Sentell Giden Mims (nascido em 19 de maio de 1981), conhecido profissionalmente como Yo Gotti, é um rapper, compositor e executivo de gravações americano. Em 1996, Gotti lançou seu primeiro álbum Youngsta's On a Come Up sob o pseudônimo Lil Yo. A partir daí, lançou os álbuns From Da Dope Game 2 Da Rap Game (2000), Self-Explanatory (2001), Life (2003), Back 2 da Basics (2006), Live from the Kitchen (2012), I Am (2013) , The Art of Hustle (2016), I Still Am (2017) e Untrapped (2020).

## Discografia
Álbuns de estúdios
- 2012: Live from the Kitchen
- 2013: I Am[2]

Álbuns independentes
- 2000: From Da Dope Game 2 Da Rap Game
- 2001: Self-Explanatory
- 2003: Life
- 2006: Back 2 da Basics